# MilkDrop

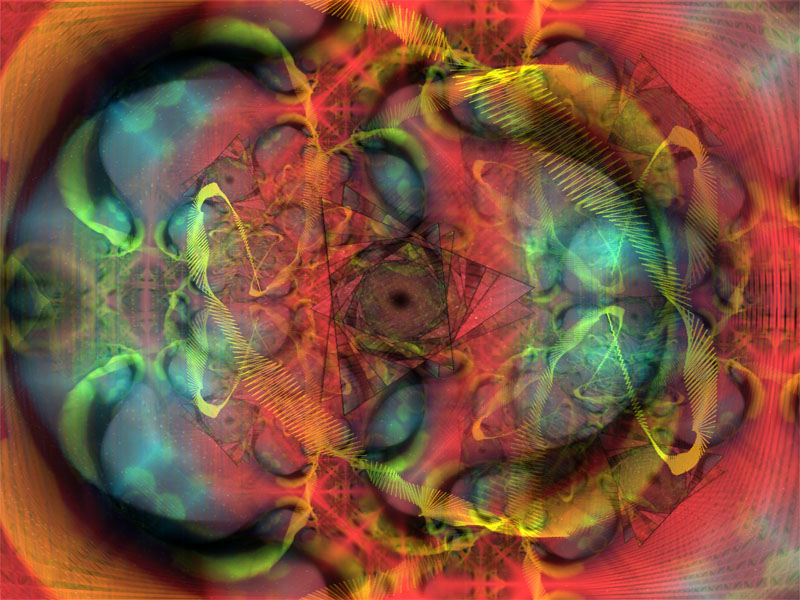
Pantallazo de visualización de MilkDrop en la versión 1.04d

MilkDrop es un complemento para Winamp de visualización musical que usa aceleración por hardware, originalmente desarrollado por Ryan Geiss. Usa DirectX y detección de ritmo inteligente para renderizar imágenes repetidas que se combinan de manera continua. MilkDrop usa un complejo sistema de interpolación para cambiar gradualmente entre visualizaciones, para crear una experiencia visual de variación constante.

## Historia
Siendo originalmente software propietario, su código fuente fue liberado bajo licencia BSD en mayo de 2005.  Ryan Geiss lanzó 12 versiones de MilkDrop entre el 5 de noviembre de 2001 y el 31 de julio de 2003. Redi Jedi (Geoff Potter) ha asumido el desarrollo del programa desde el 2005 y ha lanzado seis versiones beta.
projectM es una implementación de MilkDrop que usa OpenGL bajo C++. Se distribuye bajo la licencia GNU LGPL. Está disponible como complemento para Audacious, XMMS, Winamp, iTunes, Jack, PulseAudio, foobar2000, VLC media player y Kodi. Viene integrado dentro de Clementine. También está disponible en la Play Store de Android.